# Tosa (Tosa)
Pour les articles homonymes, voir Tosa.
Tosa (土佐町, Tosa-chō) est un bourg du district de Tosa, dans la préfecture de Kōchi au Japon. Il ne doit pas être confondu avec la ville de Tosa dans la même préfecture.
Au 1er mai 2015, la population s'élevait à 4 011 habitants répartis sur une superficie de 212,13 km2.